# Шелия, Боджоло Георгиевич
Боджоло Георгиевич Шелия, другой вариант имени — Бочо (1912, село Илори, Сухумский округ, Кутаисская губерния, Российская империя — неизвестно, село Илори, Очамчирский район, Абхазская АССР, Грузинская ССР) — звеньевой колхоза имени Бакрадзе Очемчирского района, Абхазская АССР, Грузинская ССР. Герой Социалистического Труда (1948).

## Биография
Родился в 1912 году в крестьянской семье в селе Илори Сухумского округа. После окончания местной школы трудился в сельском хозяйстве. Во время коллективизации вступил в колхоз имени Бакрадзе Очемчирского района, где трудился до призыва в июне 1941 года в Красную Армию по мобилизации. Участвовал в Великой Отечественной войне. Воевал стрелком в составе 277-го стрелкового полка войск НКВД на Северо-Кавказском и Южном фронтах. В январе 1943 года получил ранение. После излечения демобилизовался и возвратился на родину, где продолжил трудиться в колхозе имени Бакрадзе Очемчирского района. В послевоенное время — звеньевой полеводческого звена в этом же колхозе.
В 1947 году звено под его руководством собрало в среднем с каждого гектара по 74,9 центнера кукурузы на участке площадью 3 гектара. Указом Президиума Верховного Совета СССР от 21 февраля 1948 года удостоен звания Героя Социалистического Труда за «получение высоких урожаев кукурузы и пшеницы в 1947 году» с вручением ордена Ленина и золотой медали «Серп и Молот» (№ 768).
После выхода на пенсию проживал в родном селе Илори Очемчирского района. Дата смерти не установлена.
Награды
- Герой Социалистического Труда
- Орден Ленина
- Медаль «За боевые заслуги» (06.11.944)